# Camarophyllopsis rugulosoides
Camarophyllopsis rugulosoides är en svampart som först beskrevs av Hesler & A.H. Sm., och fick sitt nu gällande namn av Boertm. 2002. Camarophyllopsis rugulosoides ingår i släktet Camarophyllopsis och familjen Hygrophoraceae.   Inga underarter finns listade i Catalogue of Life.